# Gare de Reserve
La  gare de Reserve est une gare ferroviaire canadienne, située dans la réserve amérindienne Treaty Four Reserve Grounds 77. C'est une gare  sans personnel desservie par Via Rail Canada.

## Service des voyageurs

### Accueil
Point d'arrêt sans personnel de type « poteau indicateur ».

### Desserte
Arrêt sur demande des trains Via Rail Canada.